# Populus manshurica
Populus manshurica är en videväxtart som beskrevs av Takenoshin Nakai. Populus manshurica ingår i släktet popplar, och familjen videväxter. Inga underarter finns listade i Catalogue of Life.